# Indicatore della situazione orizzontale

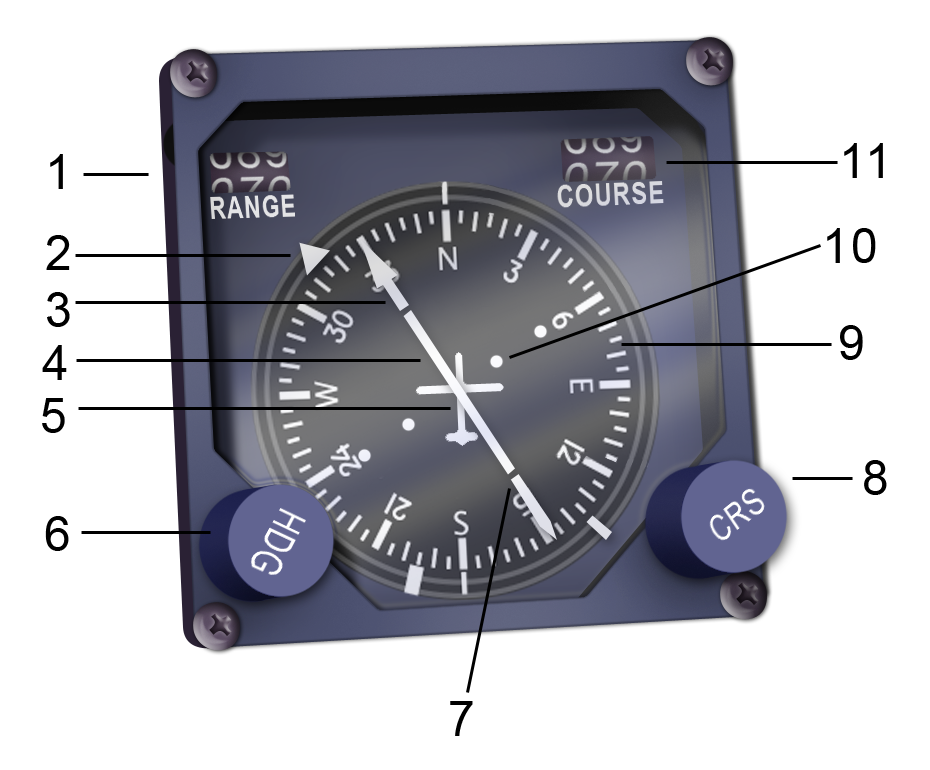
Schema di un HSI.

L'indicatore della situazione orizzontale, o horizontal situation indicator (HSI) è un indicatore della rotta adottato in quasi tutti gli aeromobili, sia civili che militari. Questo indicatore sfrutta i segnali radio VHF/FM e la bussola magnetica, nonché le informazioni provenienti dalle stazioni VOR, LOC, GS ed MB, per informare il pilota della direzione di rotta, dell'orientamento, della distanza dal punto d'arrivo e di vari altri dati.
1. Indicatore della distanza, indica la distanza da uno dei punti d'arrivo (waypoint) della rotta.
2. Indicatore della direzione del punto d'arrivo.
3. Indicatore dell'allineamento di rotta e della direzione verso cui andare.
4. Indicatore dell'allineamento con la direzione di rotta, si sposta a destra o a sinistra a seconda di quanto l'aeromobile dista dalla rotta.
5. Simbolo dell'aeromobile (è comprensibilmente fisso).
6. Manopola per la selezione manuale della direzione della rotta, in questo modo il pilota può decidere da quale direzione arrivare al punto d'arrivo.
7. Indicatore dell'allineamento di rotta e della direzione da cui partire.
8. Manopola di selezione della rotta.
9. Scala graduata sessagesimale.
10. Semplice scala che indica al pilota quanto è fuori rotta (nel caso illustrato il pilota non è fuori rotta, ma sta procedendo nella direzione sbagliata).
11. Indicatore della rotta in gradi sessagesimali.